# أندرو دبليو. باريت
أندرو دبليو. باريت (بالإنجليزية: Andrew W. Barrett)‏ هو سياسي أمريكي، ولد في 1845 في الولايات المتحدة، وتوفي في 1905 في نفس البلد.